# سيفالونيوم
سيفالونيوم (Cefalonium) هو دواء ذو اسم دولي غير مسجل الملكية وهو من المضادات اليوية التي تؤثر على الجدار الخلوي
مضاد حيوي واسع الطيف من زمرة السيفالوسبورينات الجيل الأول. فعال في الالتهابات البكتيرية لايجابيات الغرام وسلبيات الغرام.

## السيفالوسبورينات
هي مضادات حيوية تنتج من من الفطريات رأسية الأبواغ المكمومة Cephalosporium acremonium. هذه الموادّ شبيهة بالبنسلينات Penicillins، لكونها تحتوي على حلقة البيتا لاكتاماز Betalactam.
إلّا أنّ الفارق بينها والبنسلينات هو أنّ السيفالوسبورينات تضمّ حلقةً سداسيّة عوضًا عن الحلقة الخماسيّة -التي تضمّ عنصر الكبريت Sulphur- المجاورة لحلقة البيتالاكتام.وتضم ثلاثة أجيال :
- الأول نذكر منها ( سيفاليكسين، سيفرادين، سيفابرين، سيفالوثين، سيفازولين، سيفالوريدين، سيفالونيوم، سيفاستريل )
- الثاني نذكر منها ( سيفروكسيم، سيفوكستين، سيفوتيتان، سيفاماندول، سيفاكلور)
- الثالث نذكر منها ( سيفوبيرازون، سيفوتاكسيم، سفترياكسون، سيفامايسين/لاتاموكسف/،سيفتيفور).[6]